# Maria Alessandrina Bonaparte
Maria Alessandrina Bonaparte (Roma, 20 ottobre 1818 – Perugia, 20 agosto 1874) era figlia di Alexandrine de Bleschamp e di Luciano Bonaparte (fratello di Napoleone), residenti nel feudo pontificio di Canino e Musignano, eretto a principato ed acquistato da Luciano nel 1814 da papa Pio VII.

## Biografia

### Il matrimonio con Vincenzo Valentini
Nel feudo di Canino la famiglia Bonaparte entrò in amicizia con quella dei Valentini, ricchi proprietari terrieri influenti nella vita politica di Canino. Appena terminati gli studi universitari, il giovane Vincenzo Valentini, frequentando la villa di campagna di Musignano, ebbe modo di conoscere i coetanei Pietro ed Antonio Bonaparte, figli di Luciano e di innamorarsi della loro sorella Maria Alessandrina. L'avventura amorosa di Maria e Vincenzo, giunta a conoscenza dei familiari, venne ostinatamente avversata dai coniugi Bonaparte. Entrambi ritenevano d'impedimento sia la mancanza di titoli nobiliari di Vincenzo e sia l'età di Maria, appena diciottenne, molto più giovane del fidanzato. La romantica fuga dei due innamorati nel tentativo di porre in atto il matrimonio fallì per il rifiuto del parroco a celebrare le nozze. poiché temeva la disapprovazione di Luciano Bonaparte. Dopo il mancato matrimonio dei fuggiaschi, ebbe luogo l'intervento della futura suocera della sposa: Fortunata Vannini che, dopo aver rinchiuso a chiave nella propria abitazione la giovane sposa, si rese garante della sua intangibilità. Così anche la futura consuocera Alexandrine de Bleschamp fu convinta dell'inutilità della sua opposizione a nascondere un evento, diventato ormai di pubblico dominio. Il 27 giugno 1836, con il consenso dei coniugi Bonaparte fu celebrato il matrimonio di Maria Bonaparte e Vincenzo Valentini.

### Figli[3]
- Valentino (1838 - 1872)
- Antonio   (1839 - 1879)
- Luciana (1840 - 1925)
- Fortunata  (1845 - 1932)

### L'esilio del coniuge
Dopo il matrimonio iniziò la carriera politica di Vincenzo Valentini che da amministratore nella comunità di Canino, riuscì ad ottenere quella prestigiosa di Ministro delle Finanze della Repubblica Romana (1849). Con la caduta della Repubblica Romana ed il ritorno di Pio IX al potere nello Stato Pontificio il Valentini fu costretto all'esilio nella città di Firenze. Maria Bonaparte, godendo invece dell'immunità riconosciutagli come cugina di Napoleone, già Presidente della seconda Repubblica Francese, potendo ancora risiedere nello Stato Pontificio, scelse Perugia come sede più conveniente per l'educazione dei suoi quattro figli. Ella nel 1853, per stare più vicina al marito esiliato, acquistò dai conti perugini degli Oddi la Contea di Laviano) che, al confine con la Toscana rendeva possibile l'incontro con il marito esiliato e la prosecuzione clandestina della loro politica liberale. Nel
1858, la vita di Vincenzo, già malato di malaria si spense drammaticamente dopo nove anni di esilio forzato.

### Politica franco-italiana
Dopo la caduta della Repubblica Romana (1849) le residenze dei coniugi Valentini-Bonaparte, (Porta Sole - Contea di Laviano) diventarono salotti di ritrovo frequentati dai più autorevoli esponenti del movimento patriottico di Perugia. I politici perugini, per liberarsi dal dominio dello Stato Pontificio, essendo ormai tramontata anche l'ideologia repubblicana di Giuseppe Mazzini, passarono a sostenere la monarchia del Regno di Sardegna alleata con il cugino Napoleone III, diventato ormai imperatore di Francia. Pochi giorni prima dei moti perugini, Maria Bonaparte, fiera del suo rango e favorevole alla politica di Napoleone III, scrivendo all'amica Louise Colet, nota poetessa e scrittrice francese, manifestava il suo compiacimento per il tentativo rivoluzionario, messo in atto dal Governo provvisorio perugino che, seguendo l'esempio precedente di Bologna, tentava di sottrarsi alla dominazione pontificia. Le notizie di Maria Bonaparte inviate in Francia all'amica Colet descrivevano il suo entusiasmo nel vedere la bandiera italiana sventolare dalle torri del Municipio perugino e dai davanzali dei palazzi abbelliti dal tricolore, la piazza principale animata dalla folla festante che scandiva grida gioiose con la richiesta della desiderata liberazione. La principessa Maria, affacciata al suo balcone prospiciente Porta Sole, acclamata dalla folla dei manifestanti, rispose con l'augurio di: «Viva l'Imperatore» e «Viva l'indipendenza italiana ». Ormai da molto tempo Maria era convinta sostenitrice del Governo provvisorio perugino di cui facevano parte gli amici patrioti, tra i quali, Francesco Guardabassi, Nicola Danzetta, Ariodante Fabretti, Zeffirino Faina, futuro marito di sua figlia Luciana.

### Allontanamento di Maria Bonaparte

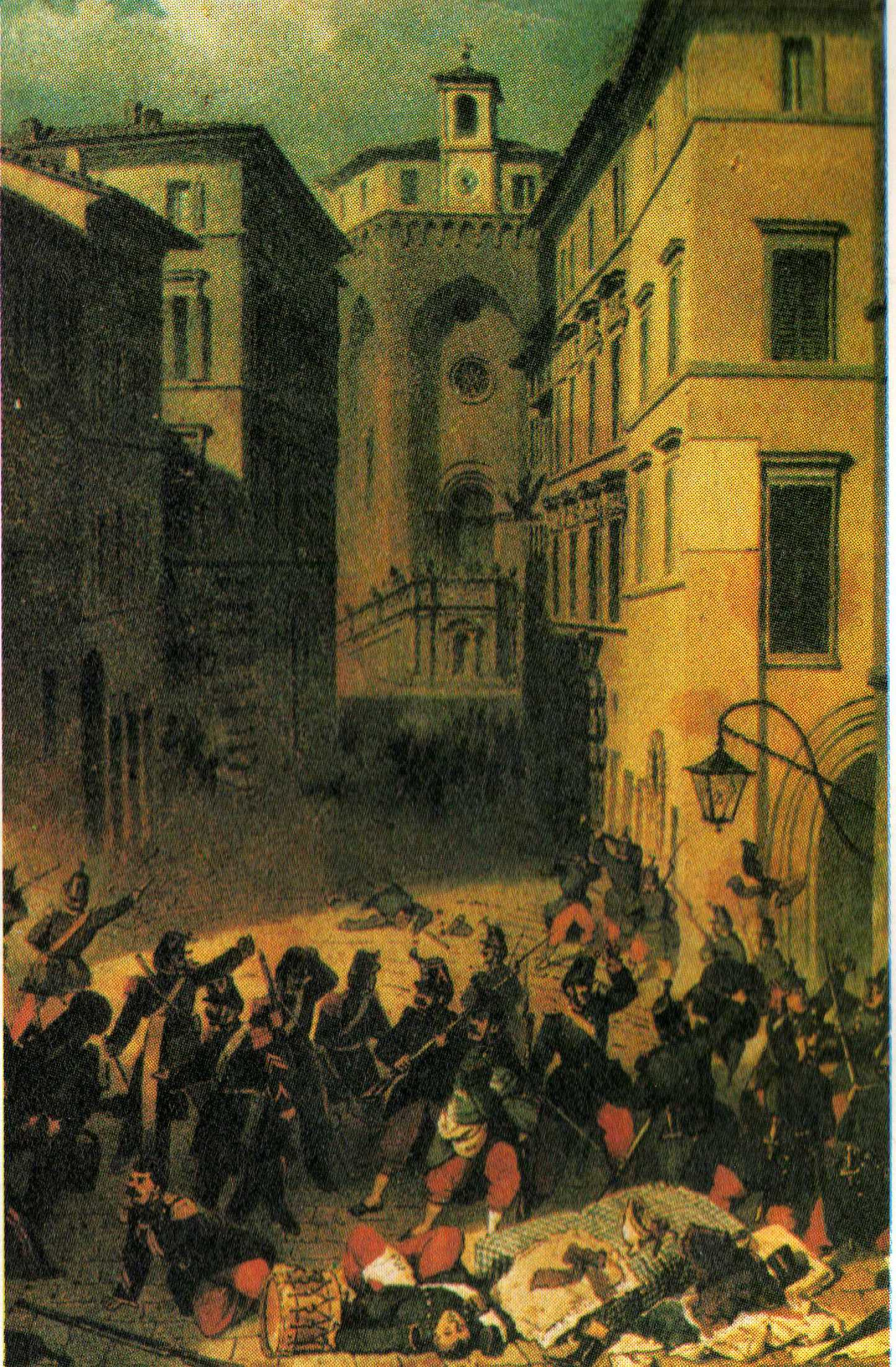
Stragi di Perugia

Il 20 giugno 1859, il tragico epilogo: l'esercito pontificio, forte di circa duemila uomini, in gran parte Guardie Svizzere, entrarono nella città di Perugia e dopo un sanguinoso combattimento davanti a Porta San Pietro sbaragliarono la coraggiosa resistenza dei cittadini ed iniziarono il saccheggio all'interno della città. I combattimenti comportarono perdite di 10 militi papalini e 27 perugini. Maria Bonaparte, dopo un colloquio con l'ambasciatore francese, Antoine, duca di Gramont che già da tempo disapprovava il suo ruolo politico tenuto a sostegno della sommossa perugina, ritenendosi ormai in pericolo, lasciò Perugia, Ella soffermandosi un giorno ad Arezzo, raggiunse Firenze prendendo dimora nel Palazzo Cerretani, dove rimase al sicuro durante il periodo invernale.

### Maria Bonaparte e Louise Colet

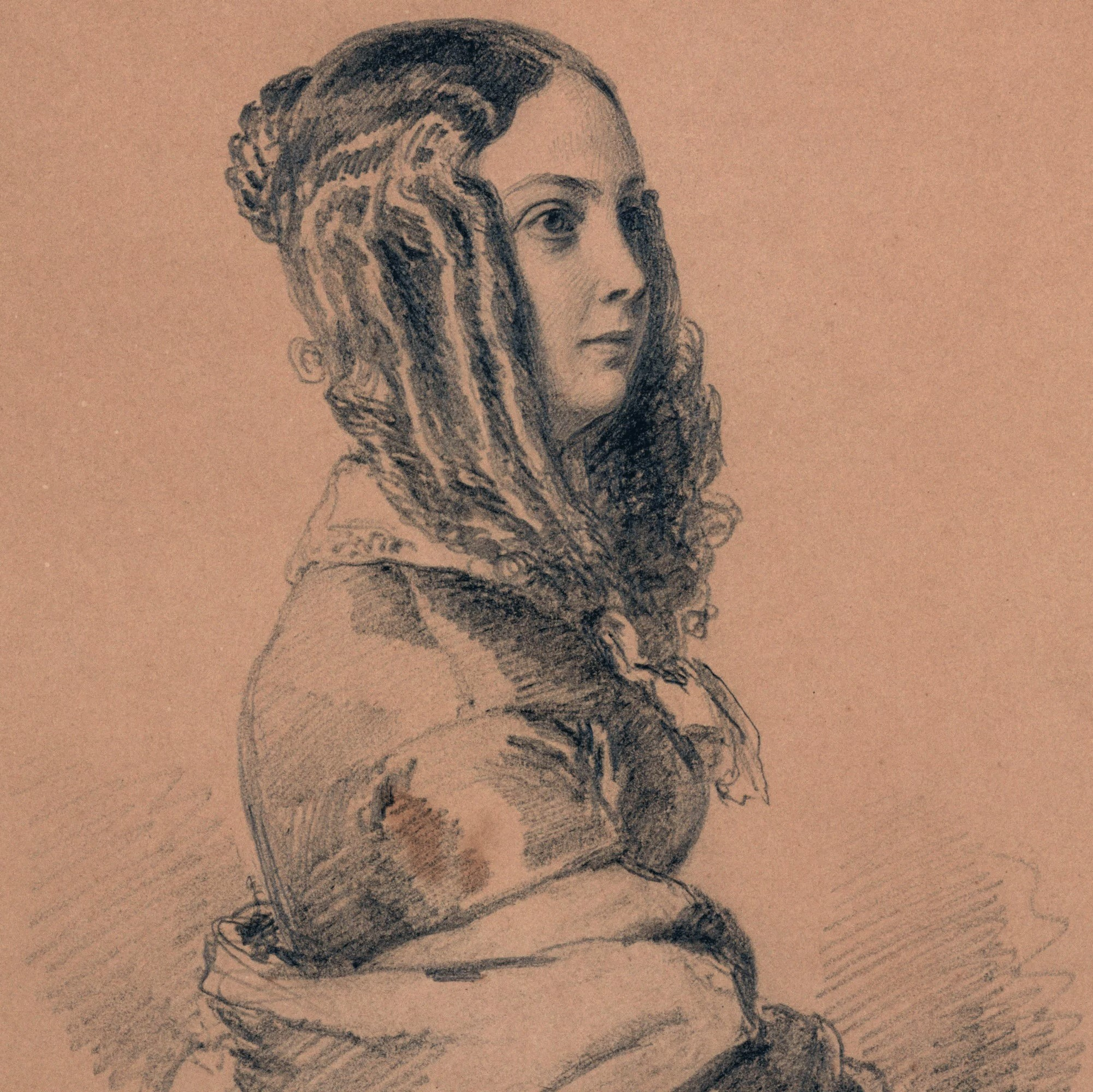
Louise Colet

Tornata nella sua villa di Laviano, Maria Bonaparte ospitò la scrittrice e poetessa francese Louise Colet. Nella sua opera L'Italie des Italiens, la Colet lasciò un'accurata descrizione della lunga permanenza nella contea di Laviano. Partita da Siena il 1º giugno 1860, la scrittrice dopo aver attraversato la Val di Chiana con la carrozza fornitagli dalla Bonaparte, raggiunse il canale della Chiana animato dalle barche dei pescatori ed oltrepassata la dogana, situata sul ponte dalla parte del Granducato, entrò nello Stato Pontificio iniziando a percorrere l'erta che conduceva alla contea di Laviano: dopo aver visto Laviano in lontananza, sulla sinistra notò la piccola cappella di Santa Margherita, la cui Leggenda le era stata raccontata in una precedente lettera inviatale dalla Bonaparte, autrice del poemetto in versi Margherita da Loviano. Prima di raggiungere l'altopiano che conduceva all'ingresso della villa, la Colet rimase sorpresa dalla vista di alcune buche situate sulla scarpata, aperte sotto le radici di piante secolari: erano aperture di tombe etrusche, scoperte dall'archeologo orvietano Mauro Faina. Dopo aver percorso il viale alberato, alla Colet apparve la bianca villa della contea con la facciata sormontata dal frontone triangolare con sotto la figura dell'Aquila Imperiale Napoleonica con le ali spiegate a protezione dello stemma della famiglia Bonaparte. Giunta al parco della villa fu accolta dalla numerosa servitù e dall'abbraccio caloroso della principessa. La Colet affermò di essere rimasta affascinata dalla bellezza del luogo e dallo scenario offerto dall'ampio panorama visibile dal giardino della villa con i laghi sottostanti, le dolci colline della Val di Chiana, sovrastate dal Monte Amiata e dalla Rocca di Montepulciano.

### Al confine dello Stato Pontificio
L'opera della scrittrice riporta con efficacia la descrizione del clima politico che si respirava nelle famiglie degli abitanti dei villaggi situati al confine tra la Toscana e lo Stato Pontificio. La Colet rimase colpita dalla tenace opposizione al regime papalino manifestata dai Pozzolesi e dagli abitanti dei vicini villaggi: notò in alcune case l'esposizione delle foto del re piemontese Vittorio Emanuele II e gli abitanti che, uniti dallo stesso ideale politico, riuscivano a procurarsi alcune copie de La Nazione di Firenze a mezzo del contrabbando giornaliero praticato con la Toscana.
La sera, davanti alle case degli oppositori, si formavano capannelli di contadini che dopo una giornata di lavoro nella campagna, venivano ad informarsi per avere nuove notizie sul movimento di liberazione italiano. Due o tre famiglie di Pozzolesi si recavano spesso presso la villa di Laviano per ricevere le ultime notizie da Parigi. La principessa, dal paese di Foiano riceveva lettere e giornali che la tenevano aggiornata sulla situazione politica della Sicilia, da dove il conquistatore Giuseppe Garibaldi, si apprestava a varcare lo stretto del mare per sbarcare con il suo esercito sulla Calabria. Ormai affermava la Colet: «La causa dell'Italia interessa in Europa tutti i nobili spiriti imbevuti di giustizia e verità».

### Dopo il plebiscito
Dopo l'annessione di Perugia al regno piemontese di Vittorio Emanuele II, perfezionatasi con il plebiscito del 4 novembre 1860, gli esuli perugini rifugiati in Toscana poterono far ritorno in patria; fra questi vi fu Zeffirino Faina che nel 1861 sposò in seconde nozze Luciana, figlia di Maria Bonaparte. In quel periodo anche la principessa Bonaparte, seguendo la tradizione di suo padre Luciano che aveva avuto interessi economici nella necropoli di Vulci, cominciò ad occuparsi di archeologia e a far compiere ricerche nel suo territorio di Laviano. Gli scavi che in verità ebbero modesti risultati, furono affidati all'archeologo orvietano Mauro Faina, fratello di Zeffirino. Circa 34 vasi etruschi provenienti dagli scavi acquistati da Faina stesso fecero parte della sua raccolta, ereditata dal fratello Claudio ed oggi confluita nelle fondazione del Museo Faina di Orvieto. Nel 1871, dopo la morte improvvisa dell'archeologo Faina, la Bonaparte, cercando di vendere anche alcuni reperti etruschi di proprietà paterna, si avvalse dell'amicizia di Ariodante Fabretti. Quest'ultimo era stato amico del coniuge defunto Vincenzo Valentini, entrambi ex deputati all'Assemblea Costituente della Repubblica Romana. Il Fabretti, esule a Torino, divenuto professore di archeologia nella Regia Università e successivamente direttore del Museo Egizio, riuscì a favorire la vendita al museo di alcuni vasi etruschi e bronzetti ceduti dalla Bonaparte. Purtroppo, gran parte dei reperti di Vulci, furono acquistati dai musei di Londra e Parigi. Il 20 agosto 1874, con solenne cerimonia funebre, si concluse a Perugia la vita della principessa Maria Alessandrina Bonaparte.

## Ascendenza
|                              |   |                            | Genitori |  |  | Nonni |  |  | Bisnonni                  |  |  | Trisnonni                    |  |
|                              |   |                            |          |  |  |       |  |  | Giuseppe Maria Buonaparte |  |  | Sebastiano Nicola Buonaparte |  |
|                              |   |                            |          |  |  |       |  |  | Giuseppe Maria Buonaparte |  |  | Sebastiano Nicola Buonaparte |  |
|                              |   | Angela Maria Tusoli        |          |  |  |       |  |  | Giuseppe Maria Buonaparte |  |  |                              |  |
| Carlo Maria Buonaparte       |   |                            |          |  |  |       |  |  | Giuseppe Maria Buonaparte |  |  |                              |  |
|                              |   | Maria Saveria Paravicini   | …        |  |  |       |  |  |                           |  |  |                              |  |
|                              |   | Maria Saveria Paravicini   | …        |  |  |       |  |  |                           |  |  |                              |  |
|                              |   | Maria Saveria Paravicini   | …        |  |  |       |  |  |                           |  |  |                              |  |
| Luciano Bonaparte            |   | Maria Saveria Paravicini   |          |  |  |       |  |  |                           |  |  |                              |  |
|                              |   | Giovanni Gerolamo Ramolino | …        |  |  |       |  |  |                           |  |  |                              |  |
|                              |   | Giovanni Gerolamo Ramolino | …        |  |  |       |  |  |                           |  |  |                              |  |
|                              |   | Giovanni Gerolamo Ramolino | …        |  |  |       |  |  |                           |  |  |                              |  |
| Maria Letizia Ramolino       |   | Giovanni Gerolamo Ramolino |          |  |  |       |  |  |                           |  |  |                              |  |
|                              |   | Angela Maria Pietrasanta   | …        |  |  |       |  |  |                           |  |  |                              |  |
|                              |   | Angela Maria Pietrasanta   | …        |  |  |       |  |  |                           |  |  |                              |  |
|                              |   | Angela Maria Pietrasanta   | …        |  |  |       |  |  |                           |  |  |                              |  |
| Maria Alessandrina Bonaparte |   | Angela Maria Pietrasanta   |          |  |  |       |  |  |                           |  |  |                              |  |
|                              | … | …                          |          |  |  |       |  |  |                           |  |  |                              |  |
|                              | … | …                          |          |  |  |       |  |  |                           |  |  |                              |  |
|                              | … | …                          |          |  |  |       |  |  |                           |  |  |                              |  |
| Charles Jacob de Bleschamp   | … |                            |          |  |  |       |  |  |                           |  |  |                              |  |
|                              |   | …                          | …        |  |  |       |  |  |                           |  |  |                              |  |
|                              |   | …                          | …        |  |  |       |  |  |                           |  |  |                              |  |
|                              |   | …                          | …        |  |  |       |  |  |                           |  |  |                              |  |
| Alexandrine de Bleschamp     |   | …                          |          |  |  |       |  |  |                           |  |  |                              |  |
|                              |   | …                          | …        |  |  |       |  |  |                           |  |  |                              |  |
|                              |   | …                          | …        |  |  |       |  |  |                           |  |  |                              |  |
|                              |   | …                          | …        |  |  |       |  |  |                           |  |  |                              |  |
| Philiberte Bouvet            |   | …                          |          |  |  |       |  |  |                           |  |  |                              |  |
|                              |   | …                          | …        |  |  |       |  |  |                           |  |  |                              |  |
|                              |   | …                          | …        |  |  |       |  |  |                           |  |  |                              |  |
|                              |   | …                          | …        |  |  |       |  |  |                           |  |  |                              |  |
|                              |   | …                          |          |  |  |       |  |  |                           |  |  |                              |  |